# Повстання ткачів у Ліоні 1831

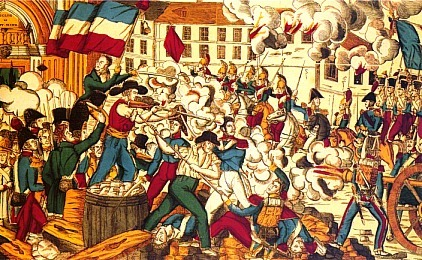
Повстання ткачів 1831 року. Гасло робітників — «Жити, працюючи, або померти борючись!»

Повстання ткачів у Ліоні (21 листопада — 1 грудня 1831 року) — повстання робітників (переважно ткачів), незадоволених податковою політикою міської влади Ліона у Франції

## Передісторія
Причиною повстання стали економічні чинники. Восени 1831 року, на тлі економічного підйому, на ткачів був накладений новий податок «патентний збір». У той же час фабриканти відмовили збільшити розцінки і відповідно заробітну плату ткачів. Це викликало незадоволення серед них. 25 жовтня колони ткачів зібралися біля будівлі префектури. Після чотиригодинного обговорення був прийнятий тариф, за яким оплата ткачам підвищувалася.
Однак незабаром купці-фабриканти направили в уряд доповідну записку, в якій скаржилися на іноземну конкуренцію і звинуватили ткачів в безгосподарності. Після прихильного прийому в столиці ліонські робітники відмовилися виконувати попередні домовленості.

## Повстання

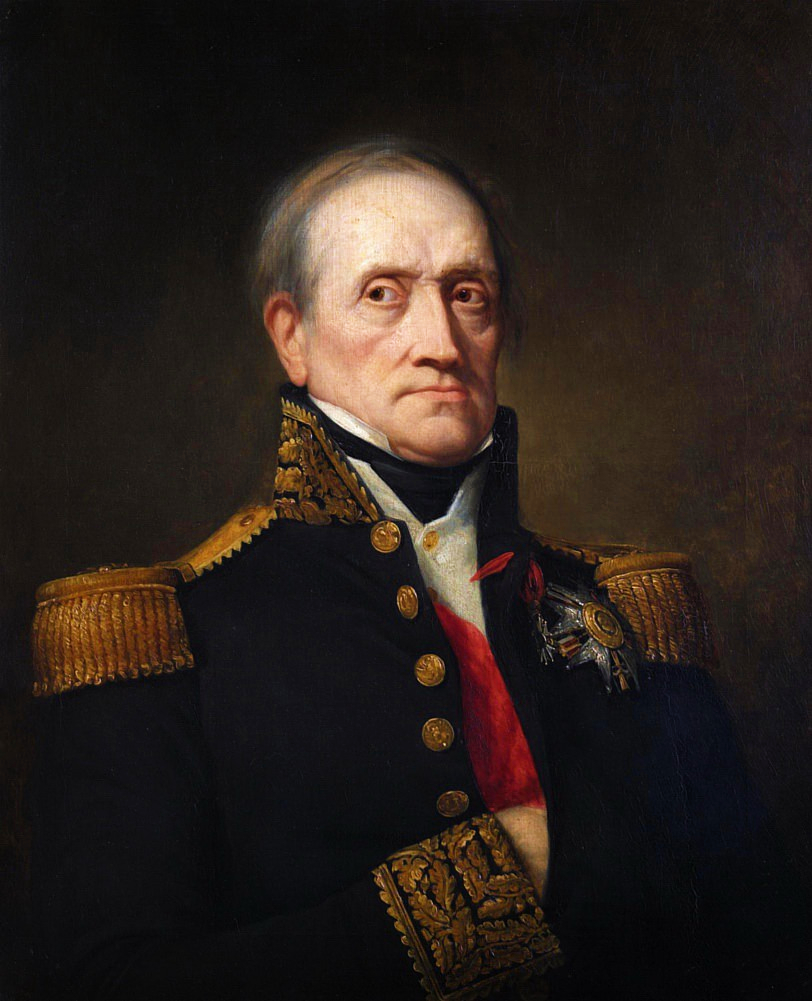
Маршал Сульт, що придушив повстання.

Повстання в Ліоні підняли робочі шовкоткацької мануфактури, після чого до повстанців приєдналися робітники інших галузей виробництва. Спочатку ткачі не готувалися до повстання. Мета їх мирної демонстрації полягала в тому, щоб примусити підприємців і купців дотримуватися прийнятого раніше тарифів та відрядних розцінок.
Вранці 21 листопада 1831 року учасники демонстрації зібралися в передмісті Ліона Круа-Руссе. Беззбройний натовп рушив у місто. Біля міста їх обстріляв батальйон національної гвардії. Начальник пікету дав наказ «Зметіть з дороги цю рвану сволоту». Після цього ліонські ткачі взялися за зброю.
Гаслом повстання стали слова «Жити, працюючи, або померти борючись!». Після триденної боротьби їм вдалося оволодіти містом. Там повстанці створили революційний муніципалітет. По місту поширюється антиурядова прокламація: «Ліонці! Віроломні міські владці фактично втратили право користуватися громадським довірою; гора трупів розділяє нас з ними… Ніяка угода неможлива».
Звістка про те, що друге за величиною місто Франції повстало, примусило центральну владу до рішучих дій. Король Луї-Філіп I, з одного боку, виділив 640 тисяч франків зі своїх власних коштів для розміщення замовлень ліонської шовкркоткацької мануфактури і, одночасно, направив війська під командуванням принца герцога Орлеанського і військового міністра маршала Сульта в Ліон.
Король просив Сульта придушити повстання без кровопролиття:
|  | Важливим моментом є придушення повстання без надмірного кровопролиття і без будь-яких поступок. ... Ви повинні бути суворим. ... Коли я говорю суворим, я не припускаю екзекуцій, і думаю кому-кому, а Вам це говорити необов'язково |

3 грудня урядові війська вступили в місто без бою. Організатори повстання були схоплені, 10 тисяч було вислано з Ліона. Влада пішла на поступки ткачам. Патентний збір був скасований.

## Наслідки
Повстання в Ліоні стало одним з перших повстань робітників. Після його придушення паризькі республіканці направили своїх емісарів в місто. Їм вдалося створити підпільну мережу революціонерів.
В 1834 році було піднято друге повстання, яке було також придушене —  в ході «кривавої неділі» (фр. Sanglante semaine).
Третє Ліонське повстання відбулося у 1848 році під час революції після повалення Липневої монархії.
На думку Ф. Енгельса, повстання ліонських ткачів, поряд з підйомом пролетарського руху в Англії (чартизм) та повстанням сілезьких ткачів, означали вихід робітничого класу на історичну арену. Це повстання показало, що класова боротьба між пролетаріатом та буржуазією виступила на перший план в історії найбільш розвинених країн Європи, по мірі того, як розвивалися, з одного боку, велика промисловість, а з іншого — нещодавно завойоване політичне панування буржуазії".
Ліонські повстання робітників стали точкою відліку, з якої ведеться історія самостійного робочого руху.